# Fabien Canu
Fabien Canu (* 23. April 1960 in Saint-Valery-en-Caux) ist ein ehemaliger französischer Judoka. Er war 1987 und 1989 Weltmeister im Mittelgewicht, der Gewichtsklasse bis 86 Kilogramm.

## Sportliche Karriere
Canu war 1977 Dritter der Kadetteneuropameisterschaften. 1980 gewann er im Halbmittelgewicht eine Bronzemedaille bei den Weltmeisterschaften der Studierenden. Ab 1982 trat er im Mittelgewicht an. In dieser Gewichtsklasse war der 1,82 m große Canu 1983, 1986, 1987 und 1989 französischer Meister. 1985 war er Zweiter hinter François Fournier. 1991 wurden zweimal französische Landesmeisterschaften ausgetragen, im Januar siegte Jean-Luc Geymond vor Canu, im Dezember gewann Pascal Tayot vor Canu.
1982 siegte Canu bei den Weltmeisterschaften der Studierenden. 1983 gewann er bei den Mittelmeerspielen in Casablanca. Bei den Weltmeisterschaften 1983 in Moskau besiegte er im Viertelfinale den Japaner Seiki Nose und im Halbfinale den Österreicher Peter Seisenbacher. Im Finale unterlag er Detlef Ultsch aus der DDR. Im Jahr darauf unterlag er bei den Europameisterschaften 1984 im Halbfinale Witali Pesnjak aus der Sowjetunion. Im Kampf um eine Bronzemedaille verlor er gegen Peter Seisenbacher. In Los Angeles bei den Olympischen Spielen 1984 traf er im Halbfinale erneut auf Peter Seisenbacher und verlor nach 2:01 Minuten. Im Kampf um Bronze verlor er gegen Seiki Nose nach 2:12 Minuten.
Anfang 1985 gewann Fabien Canu zum ersten Mal das Tournoi de Paris, weitere Siege bei diesem Turnier folgten 1986 und 1988. Bei den Weltmeisterschaften in Seoul erkämpfte er eine Bronzemedaille. 1986 unterlag er im Viertelfinale der Europameisterschaften Peter Seisenbacher. Mit drei Siegen in der Hoffnungsrunde sicherte sich Canu eine Bronzemedaille. 1987 gewann Canu das Halbfinale bei den Europameisterschaften gegen den Niederländer Ben Spijkers, im Finale bezwang er den Briten Densign White und war erstmals Europameister. Im September siegte er nach 1983 zum zweiten Mal bei den Mittelmeerspielen. Im November bei den Weltmeisterschaften in Essen bezwang er im Halbfinale den Japaner Masao Murata und im Finale den Nordkoreaner Pak Jong-chol. 1988 verteidigte Canu seinen Europameistertitel, erneut schlug er Densign White im Finale.
Bei den Olympischen Spielen 1988 traf er im Viertelfinale auf Peter Seisenbacher, der mit einer Yuko-Wertung gewann. In der Hoffnungsrunde siegte Canu gegen den Südkoreaner Kim Seung-gyu durch Schiedsrichterentscheid (Yusei-gachi). Ebenfalls durch Schiedsrichterentscheid unterlag Canu im Kampf um eine Bronzemedaille gegen den Japaner Akinobu Ōsako. Der zweifache Europameister und amtierende Weltmeister Canu war damit zum zweiten Mal Fünfter bei Olympischen Spielen geworden.
Durch Siege über Axel Lobenstein aus der DDR im Halbfinale und über Witali Budjukin aus der Sowjetunion im Finale gewann Canu 1989 seinen dritten Europameistertitel. Fünf Monate später bezwang er bei den Weltmeisterschaften in Belgrad Budjukin bereits im Viertelfinale. Nach seinem Sieg über Roman Karger aus der Tschechoslowakei im Halbfinale schlug er im Finale den Niederländer Ben Spijkers und war zum zweiten Mal Weltmeister. Bei den Europameisterschaften 1990 unterlag er im Halbfinale Axel Lobenstein, im Kampf um Bronze bezwang er Ben Spijkers. 1992 beendete Canu seine Karriere.
2021 wurde er Leiter des Leistungszentrums INSEP.